# Ruth Klüger
Ruth Klüger (Wenen, 30 oktober 1931 - Irvine, 6 oktober 2020) was een emeritus professor aan de Universiteit van Californië - Irvine en een overlevende van de Holocaust. Ze was de auteur van de bestseller “Weiter leben. Eine Jugend” (1992) over haar jeugdervaringen in het Derde Rijk.

## Levensloop
Ruth Klüger werd op 30 oktober 1931 in Wenen geboren.  De annexatie van Oostenrijk door het Derde Rijk had een grote invloed op het leven van Klüger: Klüger, die toen nog maar zes jaar oud was, moest regelmatig van school wisselen en groeide op in een steeds vijandiger en antisemitischere omgeving. Haar vader, die een Joodse gynaecoloog was, verloor de vergunning als arts en werd later naar de gevangenis gestuurd wegens het plegen van een illegale abortus.
In september 1942 werd de 10-jarige Klüger samen met haar moeder naar het concentratiekamp Theresienstadt gedeporteerd; haar vader had daarvoor geprobeerd om naar het buitenland te vluchten, maar werd op heterdaad betrapt en vermoord. Na een jaar in Theresienstadt doorgebracht te hebben, werd Klüger eerst overgebracht naar Auschwitz en vervolgens naar Christianstadt, een subkamp van Gross-Rosen.

### Na de oorlog
Na het einde van de Tweede Wereldoorlog in 1945 vestigde ze zich in de Beierse stad Straubing en begon een studie filosofie en geschiedenis aan de Philosophisch-theologische Hochschule in Regensburg.
In 1947 emigreerde ze naar de Verenigde Staten en studeerde Engelse literatuur aan Hunter College en Duitse literatuur aan de University of California - Berkeley. Klüger behaalde in 1952 een M.A. en in 1967 een Ph.D.. Ze werkte als universiteitsprofessor Duitse literatuur in Cleveland, Kansas en Virginia, en bij Princeton en UC Irvine.

### Overlijden
Klüger stierf op 6 oktober 2020 op 88-jarige leeftijd, kort voor haar 89ste verjaardag, in haar huis in Irvine, Californië. Ze werd begraven op de begraafplaats Mount Sinai Memorial Park.